# Priorità a destra
La precedenza a destra è una convenzione usata per determinare la precedenza nei paesi in cui si attua la circolazione sul lato destro della strada. La convenzione stabilisce che il conducente di un veicolo è tenuto a dare la precedenza ai veicoli che provengono da destra agli incroci almeno che vigli o segnali diano altre indicazioni. Il sistema è previsto dall'articolo 18.4.a della Convenzione di Vienna sulla circolazione stradale per i paesi in cui la circolazione tiene la destra e dal codice stradale italiano.

## Utilizzo
Il sistema è ampiamente utilizzato nei paesi con circolazione a destra, tra cui la maggior parte dei paesi europei. Un fattore determinante per l'uso della regola è, però, la prevalenza della regola in incroci maggiormente trafficati. In alcuni paesi, la precedenza è determinata dalla segnaletica stradale nella maggioranza dei casi e l'uso della regola è limitato agli incroci di strade secondarie, mentre in altri (come la Francia) la precedenza a destra è talvolta applicata anche in incroci molto trafficati, come Place de l'Étoile (intorno all'Arco di Trionfo) e sul Boulevard Périphérique (tangenziale di Parigi).
Alcuni Paesi applicano la regola della precedenza a destra, nonostante si guidi a sinistra. In Australia si usa la regola della precedenza a destra negli incroci a croce dove tutte le strade hanno la stessa precedenza, ma per gli incroci a T si applicano regole specifiche. Anche Singapore e Nuova Zelanda applicano la regola della precedenza a destra, così come la precedenza ai veicoli che procedono dritti.

### Proposta di abolizione locale in Belgio
In Belgio, gli esperti dell'Associazione automobilistica fiamminga (VAB) si battono a favore dell'abolizione della precedenza a destra. Sostengono che si tratti di una regola obsoleta che troppo spesso causa incidenti, perché le persone danno per scontato di avere la precedenza e quindi che attraversare sia sicuro. Nel 2017, in tutto il Paese si sono verificati più di 15.000 incidenti agli incroci con precedenza a destra (in media 42 volte al giorno); ciò ha rappresentato quasi il 5% di tutti i risarcimenti per danni, secondo la federazione delle compagnie assicurative Assuralia. Pertanto, negli anni decennio 2010, alcuni comuni fiamminghi (tra cui Bekkevoort, Dilbeek, Geel, Gooik, Lede, Linter, Lubbeek, Tielt-Winge e Wervik) hanno deciso di ridurre il numero di incroci in cui la precedenza è data a destra e di designare più strade con precedenza installando segnali stradali aggiuntivi, ovvero triangoli rovesciati e segnali di stop. Il comune di Glabbeek è arrivato al punto di abolire tutti gli incroci con precedenza a destra nel dicembre 2017. Nella prima metà del 2018 a Glabbeek due incidenti su nove sono stati attribuiti al mancato rispetto del segnale di precedenza o di stop, mentre nello stesso periodo dell'anno precedente 18 incidenti su 22 erano legati alla precedenza.

## Segnaletica
Non è necessaria alcuna segnaletica per garantire la precedenza e talvolta non viene nemmeno fornita. Spesso però vengono installati segnali per indicare se una determinata corsia ha la precedenza o deve dare la precedenza.

A1 Intersezione con precedenza a destra.
A2 Intersezione con diritto di precedenza (spesso abbinato con A3)
A3 Strada con precedenza. (spesso abbinato con A5)
A4 Fine della strada con precedenza, ritorna a valere la regola.
A5 Segnale aggiuntivo di forma dell'intersezione e definizione della precedenza.